# Pan-Amerikaanse Karate Federatie
De Pan-Amerikaanse Karate Federatie (PKF) is de overkoepelende federatie van 43 (nationale) karatebonden in Amerika.
De PKF werd in oktober 1975 op initiatief van de Antilliaan William Millerson opgericht als  PUKO (Panamerican Union of Karate Organization). De oprichtingshandeling vond plaats in Long Beach in Californië. De oprichtende landen waren Argentinië, Bermuda, Canada, Dominicaanse Republiek, Guatemala, Mexico, Panama, Paraguay, El Salvador, Trinidad en Tobago, de Verenigde Staten en Venezuela. In 1995 werd de naam veranderd naar Panamerican Karate Federation (PKF).
Het eerste kampioenschap van de PUKO werd georganiseerd van 1 tot 3 mei 1981 op Curaçao, met deelname van 10 landen. De federatie wordt erkend door de World Karate Federation en het Internationaal Olympisch Comité.